# Deriva Transpolar
La deriva Transpolar és un corrent oceànic important de l'Oceà Àrtic, transportant Banquisa del Mar de Làptev i el Mar siberià Oriental cap a l'Estret de Fram. Experiments de deriva amb vaixells com el Fram o Tara van mostrar que el corrent triga entre dos i quatre anys a fer el recorregut.
En 1937, Piotr Xirxov a l'estació de glaç a la deriva soviètica Pol Nord-1 va descriure aquesta deriva. El corrent transporta aigua més o menys en dues rutes importants a l'Oceà Atlàntic del nord a raó d'aproximadament 1.5 milles (2.4 km) per dia. Principalment per causa del vent, flueix aproximadament de la costa del nord de Rússia i Alaska, de vegades torçant cap al Mar de Beaufort abans de sortir a l'Oceà Atlàntic. Ha estat citat com a factor important en l'Oscil·lació de l'Atlàntic Nord i l'Oscil·lació de l'Àrtida, amb fenòmens atmosfèrics associats. La deriva típicament agafa un dels dos camins abans de sortir a l'Oceà Atlàntic del nord.
En escala de dècades i més llargues encara, els índexs de l'Oscil·lació de l'Atlàntic Nord (Acrònim anglès NAO) i l'Oscil·lació Àrtica (AO) afecten el patró de flux del TPDS (Transpolar Drift Stream). Durant temps de NAO positiu (NAO+) i AO positiu (AO+), hi ha una dèbil Alta Polar i els vents de superfície associats produeixen un ciclònic (anti-busques del rellotge) moviment de gel en Oceà Àrtic oriental. En aquest cas, la deriva flueix del Mar de Làptev cap al Mar de Beaufort abans de sortir de l'Oceà Àrtic a través de l'estret de Fram. Per contra, durant períodes de NAO- i AO-, hi ha una potent Alta Polar i el moviment del gel gira en sentit anticiclònic (sentit de les busques del rellotge) moviment en la cubeta euroasiàtica. En aquesta fase, la Deriva flueix directament del Mar de Làptev a través de l'Estret de Fram.